# Leviathan (film, 1962)
Pour les articles homonymes, voir Léviathan (homonymie).
Pour plus de détails, voir Fiche technique et Distribution.
Leviathan est un film français réalisé par Léonard Keigel, sorti en 1962.

## Synopsis
Les époux Paul et Marie Guéret emménagent à Lorges, un village du centre de la France, où Paul, professeur, doit donner des cours particuliers au jeune André Grosgeorges, le fils des riches châtelains du coin. Sans percevoir que, sous ses dehors froids, Mme Grosgeorges n’est pas indifférente à son charme, Paul s’intéresse très vite à la jolie Angèle que la tante de celle-ci, Mme Londe, emploie dans son restaurant pour attirer les clients. Il obtient un rendez-vous avec la jeune femme et apprend qu’elle est la maîtresse de M. Grosgeorges. Dévoré par la passion et la jalousie, Paul tente de monnayer les faveurs d’Angèle. Face à sa résistance, il l’agresse sauvagement, abuse d’elle et s’enfuit en la laissant pour morte.

## Fiche technique
- Titre original : Leviathan
- Réalisation : Léonard Keigel
- Scénario : René Gérard, Léonard Keigel d’après le roman de Julien Green (Léviathan, Éditions Plon, 1929)
- Dialogues : Julien Green
- Décors : Antoine Mayo
- Costumes : Roger Harth, Jean Patou
- Photographie : Nicolas Hayer
- Son : Louis Hochet
- Montage : Armand Psenny
- Musique : Arnold Schönberg
- Photographe de plateau : Roger Corbeau
- Producteur : Pierre Jourdan
- Directeur de production : Léopold Schlossberg
- Société de production : Les Films du Valois (France)
- Société de distribution : Galba Films (France)
- Pays d'origine :  France
- Langue originale : français
- Format : 35 mm - noir et blanc - 1.66:1 - son monophonique
- Genre : drame
- Durée : 98 minutes
- Date de sortie : France, 13 avril 1962
- (fr) Classifications CNC : interdit aux -12 ans, Art et Essai (visa d'exploitation no 24574 délivré le 11 avril 1962)

## Distribution
- Lilli Palmer : Éva Grosgeorges
- Louis Jourdan : Paul Guéret
- Marie Laforêt : Angèle
- Madeleine Robinson : Madame Londe
- Georges Wilson : Monsieur Grosgeorges
- Édouard Francomme : le vieillard
- Nathalie Nerval : Marie Guéret
- Patrick Monneron : André

## Tournage
- Période prises de vue : 6 février au 8 avril 1961.
- Extérieurs : Loir-et-Cher (France).verneuil en halatte Oise